# 18751 Юалександров
18751 Юалександров (18751 Yualexandrov) — астероїд головного поясу, відкритий 15 квітня 1999 року.
Тіссеранів параметр щодо Юпітера — 3,598.
Названо на честь Юрія Володимировича Александрова — професора Харківського національного університету імені В. Н. Каразіна.